# Svarttjärnen (Hedemora motorstadion)
Svarttjärnen, även Svarttjärn, är en sjö i Hedemora kommun i Dalarna och ingår i Dalälvens huvudavrinningsområde. Sjön ligger vid Hedemora motorstadion mellan Hedemora och Västerby. Liksom flera andra sjöar längs Badelundaåsen, t.ex. Hönsan och Matsbosjön, är Svarttjärnen en åsgropssjö.